# Cronogramma

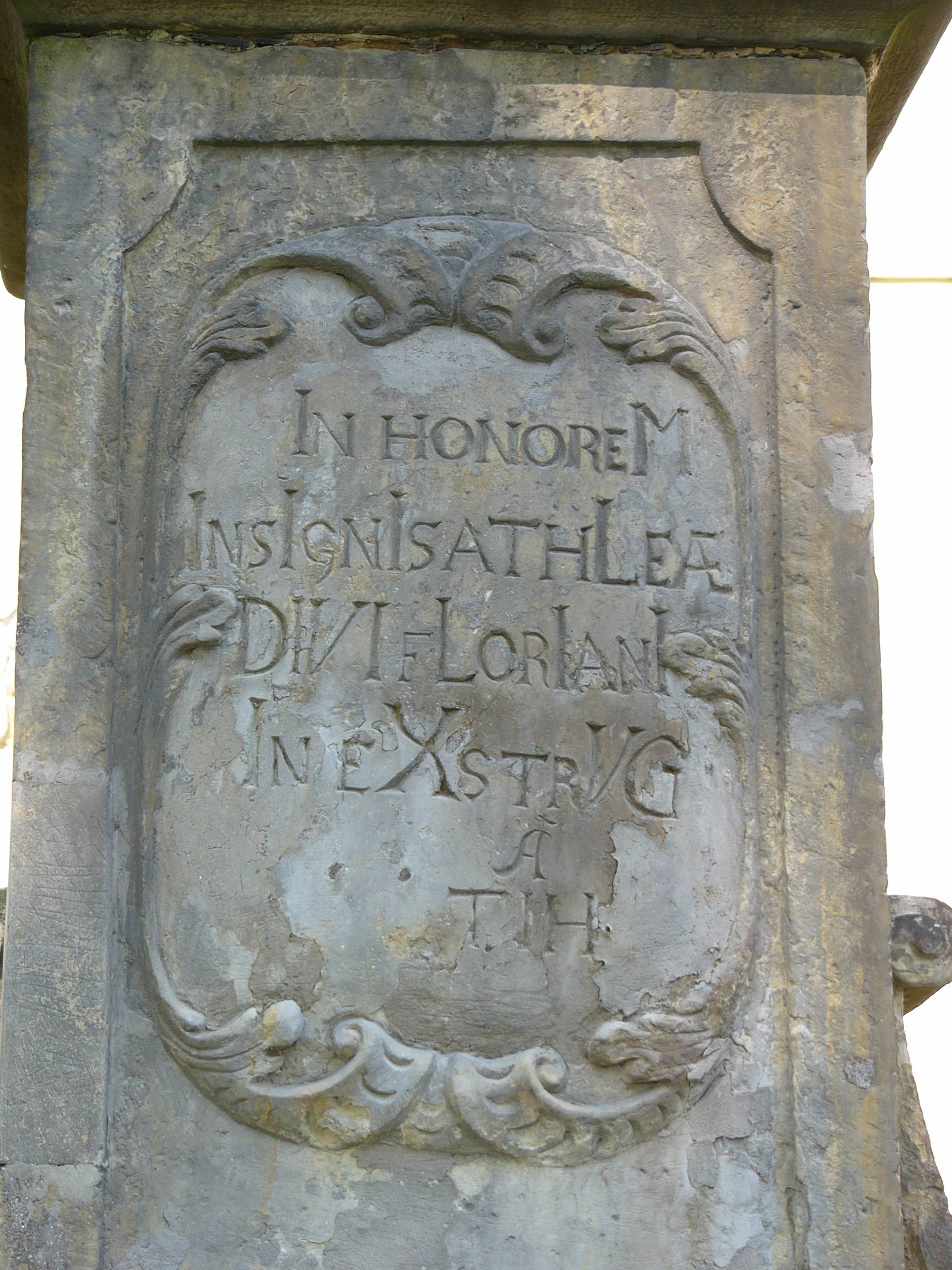
Un cronogramma scolpito alla base di una statua a Dolany, in Repubblica Ceca:
In honoreM
InsIgnIs athLetae
DIVI fLorIanI
IneXstrVCta
La lettura dà come risultato il numero 1729.

Un cronogramma è una massima o un motto latino in cui alcune lettere corrispondono a numeri romani che, sommati, danno la data dell'evento al quale il testo si riferisce.
Le lettere-numeri sono rese accentuate, o per spessore o con l'uso di colore (oro, rosso). Nel cronogramma naturale ogni parola contiene una lettera-numero, nel cronogramma puro di ciò nell'ordine corretto, ad esempio: AMORE MATVRITAS = MMVI = 2006. L'arte del cronogramma si è diffusa specialmente in epoca barocca in Germania e Francia.